# Kult Editionen
Kult Editionen war ein deutscher Comicverlag aus Wuppertal.
Der Verlag startete 1994 als Comic-Label des Vertriebs Medienservice Wuppertal (MSW). Schwerpunkt bildeten frankobelgische Abenteuer-Comics, häufig in hochwertigen Hardcover-Ausgaben. Die Redaktionelle Betreuung erfolgte durch Strip Art Features. Ab 2016 wurde die Webseite abgeschaltet und die erfolgreichsten Serien von neuen Verlagen wie Erko und Kult Comics weitergeführt.

## Comicserien (Auswahl)
- Rick Master
- Die Türme von Bos-Maury
- Andy Morgan
- Jeremiah
- L. Frank
- Durango
- The Crow
- Der rote Korsar
- Corto Maltese
- Requiem – Der Vampirritter
- Die Pioniere der Neuen Welt
- Vae victis!
- Vasco